# Tournoi de clôture du championnat du Paraguay de football 2024
Navigation
Tournoi précédent Tournoi suivant
Le tournoi de clôture de la saison 2024 du Championnat du Paraguay de football est le deuxième tournoi semestriel de la cent-trente-et-unième saison du championnat de première division au Paraguay. La saison est scindée en deux tournois saisonniers qui délivrent chacun un titre de champion. Les douze clubs participants sont réunis au sein d'une poule unique où ils affrontent leurs adversaires deux fois. À l’issue de la saison, un classement cumulé des trois dernières années permet de déterminer les deux clubs relégués en deuxième division.

## Qualifications continentales
Le vainqueur du tournoi de clôture est qualifié pour la Copa Libertadores 2025 avec le vainqueur du tournoi d'ouverture, une autre place est attribuée au club le mieux classé dans le classement cumulé, pour la phase de qualification et une autre au vainqueur de la Coupe du Paraguay 2024. Les quatre meilleurs clubs ne pouvant se qualifier pour la Copa Libertadores joueront la Copa Sudamericana 2025.

## Les clubs participants
- Club Olimpia
- Cerro Porteño
- Club Libertad
- Club Guaraní
- Club Sportivo Luqueño
- Club Sportivo Trinidense
- Club Nacional
- Club Sol de América
- Club Sportivo Ameliano
- Club General Caballero
- Club Sportivo 2 de Mayo
- Tacuary FC

## Compétition
Le barème utilisé pour établir le classement est le suivant :
- Victoire : 3 points
- Match nul : 1 point
- Défaite : 0 point

### Classement
| Rang | Équipe                    | Pts | J  | G  | N  | P  | Bp | Bc | Diff |
| ---- | ------------------------- | --- | -- | -- | -- | -- | -- | -- | ---- |
| 1    | Club Olimpia              | 44  | 22 | 12 | 8  | 2  | 29 | 13 | +16  |
| 2    | Club Guaraní              | 35  | 22 | 7  | 14 | 1  | 22 | 15 | +7   |
| 3    | Club Sportivo 2 de Mayo P | 34  | 22 | 9  | 7  | 6  | 25 | 18 | +7   |
| 4    | Club Sportivo Ameliano    | 33  | 22 | 9  | 6  | 7  | 21 | 16 | +5   |
| 5    | Club Nacional             | 33  | 22 | 8  | 9  | 5  | 22 | 16 | +6   |
| 6    | Cerro Porteño             | 29  | 22 | 8  | 5  | 9  | 26 | 28 | -2   |
| 7    | Club General Caballero    | 28  | 22 | 6  | 10 | 6  | 18 | 21 | -3   |
| 8    | Club Sportivo Luqueño     | 26  | 22 | 6  | 8  | 8  | 27 | 32 | -5   |
| 9    | Club Libertad T           | 26  | 22 | 7  | 5  | 10 | 23 | 29 | -6   |
| 10   | Club Sportivo Trinidense  | 25  | 22 | 6  | 7  | 9  | 25 | 28 | -3   |
| 11   | Club Sol de América P     | 21  | 22 | 5  | 6  | 11 | 22 | 26 | -4   |
| 12   | Tacuary FC                | 17  | 22 | 4  | 5  | 13 | 17 | 35 | -18  |

|  | Qualification pour la Copa Libertadores 2025.        |
|  | T : Tenant du titre P : Promu de División Intermedia |

- Le Club Olimpia remporte son 47e titre de champion[1].

### Classement cumulé
Le classement cumulé prend en compte les résultats du tournoi d'ouverture et du tournoi de clôture. Les deux champions des deux tournois sont assurés de se qualifier pour la phase de groupe de la Copa Libertadores 2025.
| Rang | Équipe                    | Pts | J  | G  | N  | P  | Bp | Bc | Diff |
| ---- | ------------------------- | --- | -- | -- | -- | -- | -- | -- | ---- |
| 1    | Club Olimpia              | 80  | 44 | 21 | 17 | 6  | 57 | 34 | +23  |
| 2    | Cerro Porteño             | 74  | 44 | 21 | 11 | 12 | 66 | 45 | +21  |
| 3    | Club Libertad T           | 74  | 44 | 21 | 11 | 12 | 65 | 45 | +20  |
| 4    | Club Guaraní              | 66  | 44 | 15 | 21 | 8  | 53 | 40 | +13  |
| 5    | Club Sportivo 2 de Mayo P | 65  | 44 | 18 | 11 | 15 | 53 | 43 | +10  |
| 6    | Club Sportivo Luqueño     | 61  | 44 | 16 | 13 | 15 | 51 | 53 | -2   |
| 7    | Club Sportivo Ameliano    | 56  | 44 | 15 | 11 | 18 | 38 | 48 | -10  |
| 8    | Club Nacional             | 55  | 44 | 14 | 13 | 17 | 46 | 51 | -5   |
| 9    | Club Sol de América P     | 47  | 44 | 12 | 11 | 21 | 47 | 64 | -17  |
| 10   | Club General Caballero    | 47  | 44 | 9  | 20 | 15 | 40 | 56 | -16  |
| 11   | Club Sportivo Trinidense  | 46  | 44 | 12 | 10 | 22 | 55 | 62 | -7   |
| 12   | Tacuary FC                | 40  | 44 | 9  | 13 | 22 | 43 | 73 | -30  |

|  | Qualification pour la Copa Libertadores 2025.        |
|  | Qualification pour la Copa Sudamericana 2025.        |
|  | Relégation en División Intermedia.                   |
|  | T : Tenant du titre P : Promu de División Intermedia |

- Le Club Nacional est qualifié pour la phase de qualification de la Copa Libertadores 2025 en tant que finaliste de la Coupe du Paraguay 2024, le vainqueur Club Libertad étant déjà qualifié en tant que champion du tournoi d'ouverture[2].
- Les relégations sont calculés sur une moyenne des résultats des trois dernières années.